# Jezioro Bobięcińskie Wielkie
Jezioro Bobięcińskie Wielkie (kaszb. Jezoro Bòbiecyńsczé Wiôldżé, niem. Großer Papenzin-See) – jezioro rynnowe w północnej Polsce na Pojezierzu Bytowskim. Jest jeziorem typu lobeliowego.
Powierzchnia jeziora wynosi 524,6 ha, jest ono położone na wysokości 177 m n.p.m. Największa głębia wynosi 48 m. Jezioro charakteryzuje się bardzo rozwiniętą linią brzegową, z kilkoma wyspami. Na jednej z nich, nazywanej niekiedy Buszowe Grądy (do 1945 Buchen Werder), położonej w środkowej części jeziora, znajduje się wczesnośredniowieczne grodzisko IX-XII w. Obiekt jest doskonale zachowany. Pozostałą część wyspy, ok. 5-6 ha, zajmowała osada otwarta. Wyspa połączona była ze stałym lądem poprzez most datowany na wiek XII (odkryty w 1974). Południowy kraniec jeziora stanowił skrajne północne skrzydło umocnień Wału Pomorskiego wykonanych w okresie pokojowym do roku 1939. Wzdłuż zachodniego brzegu zachowały się umocnienia ziemne.
W północnym sąsiedztwie jeziora znajduje się wzniesienie Skibska Góra (228 m n.p.m.), przy południowym Godna Góra (225 m n.p.m.) oraz nad samym brzegiem zwężająca jezioro Sypała (192,7 m n.p.m.).
W części północnej jezioro połączone jest wykopanym w latach 70. XX w. płytkim, kilkudziesięciometrowej długości kanałem z Jeziorem Bobięcińskim Małym. Najbliższe wsie to Bobięcino i Cybulin.
Według niektórych źródeł jest to największe w Polsce i jedno z największych w Europie jezior lobeliowych.
Po 1933 znany pięściarz Max Schmeling zakupił domek letniskowy nad jeziorem Bobięcińskim Wielkim.